# Jacob Bernard-Docker
Jacob Bernard-Docker, född 30 juni 2000, är en kanadensisk professionell ishockeyback som är kontrakterad till Ottawa Senators i National Hockey League (NHL) och spelar för  Belleville Senators i American Hockey League (AHL).
Han har tidigare spelat för North Dakota Fighting Hawks i National Collegiate Athletic Association (NCAA).
Bernard-Docker draftades av Ottawa Senators i första rundan i 2018 års draft som 26:e spelare totalt.

## Statistik
| 2013–2014   | Airdrie Xtreme              | AMBHL       | 32 | 3  | 14 | 17 | 8  | —  | — | — | —  | — |
| 2014–2015   | Airdrie Xtreme              | AMBHL       | 7  | 0  | 1  | 1  | 6  | —  | — | — | —  | — |
|             | AC Avalanche                | AMMHL       | 4  | 0  | 1  | 1  | 2  | —  | — | — | —  | — |
| 2015–2016   | Edge School Elite           | CSSHL       | 13 | 4  | 10 | 14 | 10 | 4  | 1 | 1 | 2  | 2 |
| 2016–2017   | Okotoks Oilers              | AJHL        | 54 | 7  | 15 | 22 | 12 | 12 | 2 | 5 | 7  | 8 |
| 2017–2018   | Okotoks Oilers              | AJHL        | 49 | 20 | 21 | 41 | 34 | 15 | 7 | 7 | 14 | 8 |
| 2018–2019   | North Dakota Fighting Hawks | NCAA        | 36 | 5  | 12 | 17 | 6  | —  | — | — | —  | — |
| 2019–2020   | North Dakota Fighting Hawks | NCAA        | 32 | 7  | 18 | 25 | 12 | —  | — | — | —  | — |
| 2020–2021   | Ottawa Senators             | NHL         | 5  | 0  | 0  | 0  | 0  | —  | — | — | —  | — |
|             | North Dakota Fighting Hawks | NCAA        | 27 | 3  | 15 | 18 | 20 | —  | — | — | —  | — |
| 2021–2022   | Ottawa Senators             | NHL         | 8  | 0  | 1  | 1  | 4  | —  | — | — | —  | — |
|             | Belleville Senators         | AHL         | 58 | 2  | 7  | 9  | 22 | 2  | 0 | 0 | 0  | 0 |
| 2022–2023   | Ottawa Senators             | NHL         | 19 | 0  | 1  | 1  | 11 | —  | — | — | —  | — |
|             | Belleville Senators         | AHL         | 41 | 2  | 4  | 6  | 35 | —  | — | — | —  | — |
| NHL totalt  | NHL totalt                  | NHL totalt  | 32 | 0  | 2  | 2  | 15 | —  | — | — | —  | — |
| AHL totalt  | AHL totalt                  | AHL totalt  | 99 | 4  | 11 | 15 | 57 | 2  | 0 | 0 | 0  | 0 |
| NCAA totalt | NCAA totalt                 | NCAA totalt | 95 | 15 | 45 | 60 | 38 | —  | — | — | —  | — |

### Internationellt
| Källa: Uppdaterad: 2023-05-22 | Källa: Uppdaterad: 2023-05-22 | Källa: Uppdaterad: 2023-05-22 |         | Utv = Utvisningsminuter | Utv = Utvisningsminuter | Utv = Utvisningsminuter | Utv = Utvisningsminuter | Utv = Utvisningsminuter |
| År                            | Lag                           | Mästerskap                    | Matcher | Mål                     | Assists                 | Poäng                   | Utv                     |                         |
| ----------------------------- | ----------------------------- | ----------------------------- | ------- | ----------------------- | ----------------------- | ----------------------- | ----------------------- | ----------------------- |
| 2020                          | Kanada                        | JVM                           | 7       | 1                       | 0                       | 1                       | 6                       |                         |
| 2021                          | Kanada                        | VM                            | 10      | 0                       | 0                       | 0                       | 0                       |                         |
| Junior totalt                 | Junior totalt                 | Junior totalt                 | 7       | 1                       | 0                       | 1                       | 6                       |                         |
| Senior totalt                 | Senior totalt                 | Senior totalt                 | 10      | 0                       | 0                       | 0                       | 0                       |                         |